# Villeneuve-les-Sablons
Villeneuve-les-Sablons is een gemeente in het Franse departement Oise (regio Hauts-de-France). De plaats maakt deel uit van het arrondissement Beauvais. Villeneuve-les-Sablons telde op 1 januari 2022 1.188 inwoners.

## Geografie
De oppervlakte van Villeneuve-les-Sablons bedroeg op 1 januari 2022 4,43 vierkante kilometer; de bevolkingsdichtheid was toen 268,2 inwoners per km².

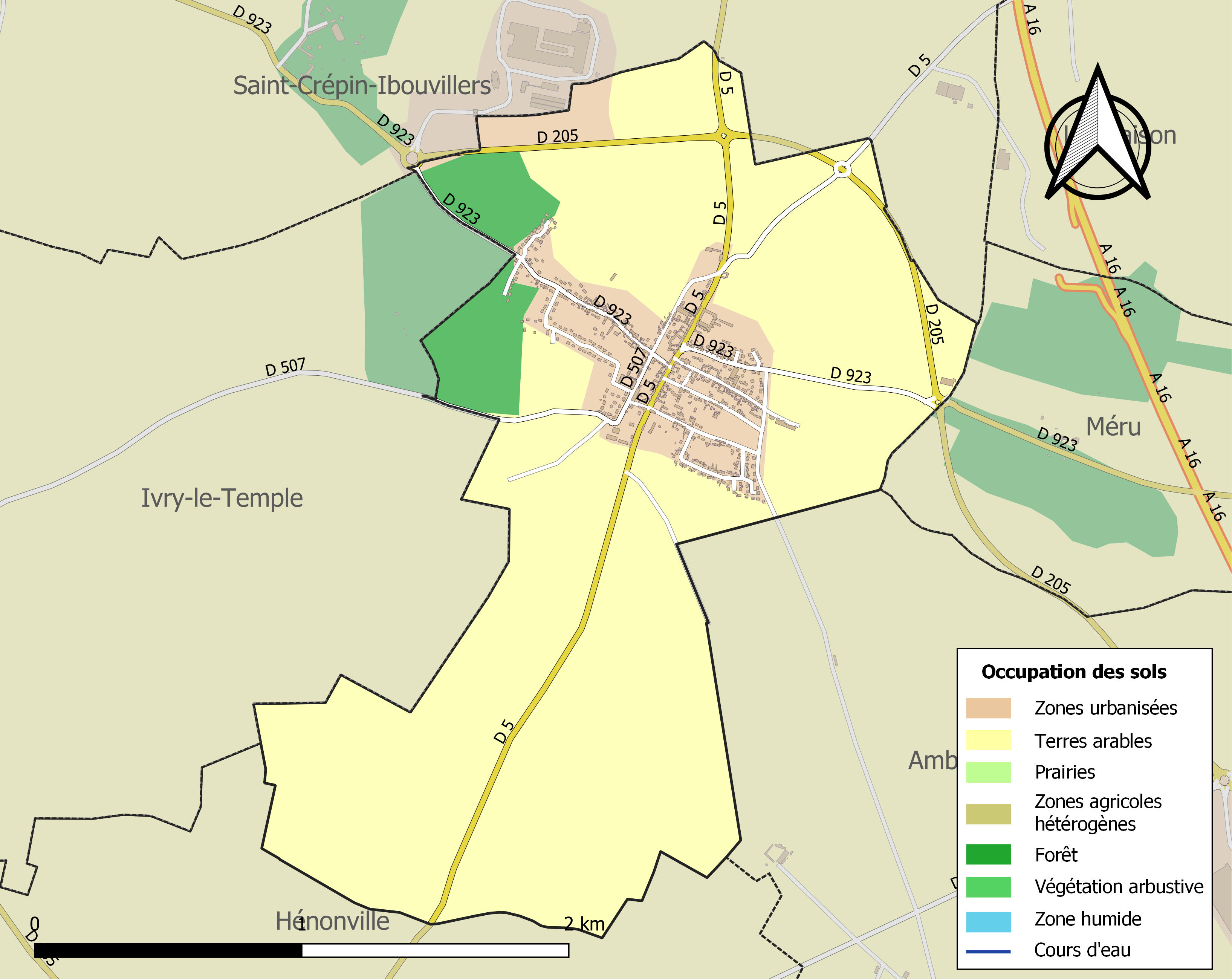
Kaart van de gemeente met belangrijkste infrastructuur, bodemgebruik en omliggende gemeenten

## Demografie
Onderstaande figuur toont het verloop van het inwonertal (bron: INSEE-tellingen).

## Geboren in Villeneuve-les-Sablons
- Félix Guattari (1930-1992), psychoanalyticus, sociaal filosoof en activist